# Sam Harris
Samuel Benjamin Harris, född 9 april 1967 i Los Angeles, Kalifornien, är en amerikansk författare, filosof och neuroforskare. Han är mest känd för sina tre böcker The End of Faith, Letter to a Christian Nation och The Moral Landscape från 2004, 2006 respektive 2010, i vilka han starkt kritiserar religiös tro och förespråkar ett, enligt honom, logiskt tänkande. Harris hävdar att moraliska frågor kan besvaras vetenskapligt. Han har även publicerat Waking Up: A Guide to Spirituality Without Religion och Islam and the Future of Tolerance: A Dialogue tillsammans med författaren Maajid Nawaz från 2014 respektive 2015 samt Lying och Free Will. Harris är även känd som en av Ateismens "fyra ryttare" där de andra tre är Richard Dawkins, Daniel Dennett och den framlidne Christopher Hitchens.

## Biografi
Efter att ha blivit hårt kritiserad på grund av sina attacker på den dogmatiska religiösa tron, är Harris försiktig med att avslöja detaljer ur sitt personliga liv och sin historia. Han har sagt att han uppfostrades av en judisk mor och en far som var kväkare. Han sade till Newsweek att han som barn inte ville ha Bar mitzva." Han gick på Stanford University och pluggade engelska, men hoppade av skolan efter att ha experimenterat med ecstasy, något som förändrade hans liv. Under den här perioden studerade han buddhism och meditation och påstår sig ha läst hundratals böcker om religion.
Harris avlade sin kandidatexamen i filosofi vid Stanford år 2000. Några år senare doktorerade han inom kognitiv neurovetenskap vid UCLA och examinerades år 2009.
Harris har haft flera offentliga debatter kring temat "religion som ett hot", framför allt vad gäller islam. Detta har lett till kontroverser, och anklagelser om islamofobi. Harris har svarat på anklagelserna på sin webbplats och annorstädes, där han avfärdar kritikerna för att ha tagit hans citat ur sitt sammanhang och medvetet argumenterat mot felaktiga versioner av hans åsikter.
Harris, som har en judisk mor, har följande att säga om judendomen i sin bok The End of Faith:
”Allvaret i det judiska lidandet genom tiderna, som kulminerade i Förintelsen, gör det nästan omöjligt att överväga varje antydan om att judarna skulle ha skapat sina egna bekymmer. Detta är dock i en ganska snäv bemärkelse, sanningen. […] Ideologin judendomen fortsätter att vara en åskledare för intolerans till denna dag. […] Judar, i den mån de är religiösa, tror att de är bärare av ett unikt förbund med Gud. Som en följd av detta har de tillbringat de senaste två tusen åren i samarbete med dem som ser dem som annorlunda genom att se sig själva som oåterkalleligt så. Judendomen är i sig själv lika splittrande, som löjlig i sin bokstavstro och lika mycket i strid med civilisatoriska insikter om modernitet som någon annan religion. Judiska bosättare är, genom att utöva sin ”trosfrihet” på omtvistad mark, nu en av de främsta hindren för fred i Mellanöstern.”